# Vice Chief of Staff of the Army

Flagge des Vice Chief of Staff of the Army

Der Vice Chief of Staff of the Army (VCSA; dt. etwa: stellvertretender Generalstabschef der US Army) ist der erste Berater und Vertreter des Chief of Staff of the Army (CSA).
Die Dienststellung des VCSA setzt den Dienstgrad eines Generals und die Zustimmung des US-Senats voraus.
Da die Dienstgrade Lieutenant General und General in den US-Streitkräften nur temporär vergeben werden, muss der Offizier einen angemessenen Posten bekleiden. Tut er dies nicht, muss er innerhalb von 60 Tagen in den Ruhestand gehen oder degradiert werden. Wenn die Regierung einen Offizier für eine Position vorgesehen hat, die noch nicht frei ist, muss sie ihn auf einem angemessenen Posten „parken“. Generale die für eine spätere Verwendung „geparkt“ werden müssen, werden oft als Vizegeneralstabschef ihrer Teilstreitkraft oder als Kommandierender General des US Southern Command eingesetzt.

## Liste der Vice Chiefs of Staff of the Army
| Nr. | Name                    | Bild | Beginn der Berufung | Ende der Berufung  | Spätere Dienstposten                                                                                      |
| --- | ----------------------- | ---- | ------------------- | ------------------ | --- |
| 38  | Randy A. George         |      | 5. August 2022      | ---                | |
| 37  | Joseph M. Martin        |      | 26. Juli 2019       | 5. August 2022     | |
| 36  | James C. McConville     |      | 16. Juni 2017       | 26. Juli 2019      | Chief of Staff of the Army                                                                                |
| 35  | Daniel B. Allyn         |      | 14. August 2014     | 16. Juni 2017      | |
| 34  | John F. Campbell        |      | 8. März 2013        | 14. August 2014    | Befehlshaber der International Security Assistance Force (ISAF) und der U.S. Forces Afghanistan (USFOR-A) |
| 33  | Lloyd J. Austin III.    |      | 31. Januar 2012     | 8. März 2013       | Kommandeur US Central Command                                                                             |
| 32  | Peter W. Chiarelli      |      | 4. August 2008      | 31. Januar 2012    | |
| 31  | Richard A. Cody         |      | 24. Juni 2004       | 1. August 2008     | |
| 30  | George W. Casey, Jr.    |      | 2003                | Juni 2004          | Kommandeur Multi-National Force Iraq, Chief of Staff of the Army                                          |
| 29  | John M. Keane           |      | 1999                | 2003               | |
| 28  | Eric K. Shinseki        |      | 1998                | 1999               | Chief of Staff of the Army                                                                                |
| 27  | William W. Crouch       |      | 1997                | 1998               | |
| 26  | Ronald H. Griffith      |      | 1995                | 1997               | |
| 25  | John H. Tilelli, Jr.    |      | 1994                | 1995               | Kommandeur US Army Forces Command, Kommandeur US Forces Korea                                             |
| 24  | J. H. Binford Peay III. |      | 1993                | 1994               | Kommandeur US Central Command                                                                             |
| 23  | Dennis Reimer           |      | 1991                | 1993               | Kommandeur US Army Forces Command, Chief of Staff of the Army                                             |
| 22  | Gordon R. Sullivan      |      | 1990                | 1991               | Chief of Staff of the Army                                                                                |
| 21  | Robert W. RisCassi      |      | 1988                | 1990               | Kommandierender General 8. US-Armee, Kommandeur US Forces Korea                                           |
| 20  | Arthur E. Brown         |      | 1987                | 1989               | |
| 19  | Maxwell R. Thurman      |      | 1983                | 1987               | Kommandeur US Army Training and Doctrine Command, Kommandeur US Southern Command                          |
| 18  | John A. Wickham Jr.     |      | 1982                | 1983               | Chief of Staff of the Army                                                                                |
| 17  | John W. Vessey, Jr.     |      | 1979                | 1982               | Vorsitzender der Joint Chief of Staff                                                                     |
| 16  | Frederick J. Kroesen    |      | 1978                | 1979               | Kommandierender General US Army Europe                                                                    |
| 15  | Walter T. Kerwin, Jr.   |      | 1974                | 1978               | |
| 14  | Frederick C. Weyand     |      | 1973                | 1974               | |
| 13  | Alexander M. Haig, Jr.  |      | Januar 1973         | Mai 1973           | Stabschef des Weißen Hauses, Supreme Allied Commander Europe (NATO), US-Außenminister                     |
| 12  | Bruce Palmer, Jr.       |      | 1968                | 1973               | |
| 11  | Ralph E. Haines, Jr.    |      | 1967                | 1968               | Kommandeur US Army, Pacific, Kommandierender General US Continental Army Command                          |
| 10  | Creighton W. Abrams     |      | 1964                | 1967               | Kommandeur des Military Assistance Command, Vietnam, Chief of Staff of the Army                           |
| 9   | Barksdale Hamlett       |      | 1. April 1962       | 3. September 1964  | |
| 8   | Clyde D. Eddleman       |      | 1. November 1960    | 31. März 1962      | |
| 7   | George H. Decker        |      | 1. August 1959      | 30. September 1960 | Chief of Staff of the Army                                                                                |
| 6   | Lyman L. Lemnitzer      |      | 22. Juli 1957       | Juni 1959          | Vorsitzender der Joint Chiefs of Staff, Supreme Allied Commander Europe (NATO)                            |
| 5   | Williston B. Palmer     |      | 1. Mai 1955         | 8. Mai 1957        | stellv. Kommandeur US European Command                                                                    |
| 4   | Charles L. Bolte        |      | 7. Oktober 1953     | 30. April 1955     | |
| 3   | John E. Hull            |      | 1. August 1951      | 6. Oktober 1953    | |
| 2   | Wade H. Haislip         |      | 23. August 1949     | 31. Juli 1951      | |
| 1   | J. Lawton Collins       |      | 15. November 1948   | 15. August 1949    | Chief of Staff of the Army                                                                                |